# Canal+ Séries
Canal+ Séries es un canal de televisión de pago francés centrado en la emisión de series. Pertenece al Groupe Canal+.

## Historia
El 12 de junio de 2013 el Groupe Canal+  anuncia la creación de Canal+ Séries integrándose en el paquete de canales de Canal+ sin coste adicional.
El 21 de junio de 2013 recibe el visto bueno para lanzar el canal, estipulando que el 70 % de los contenidos tendrán que venir de Canal+ y el 30% restante serán propios al canal.
Canal+ Series comenzó a emitir el 21 de septiembre de 2013 con la emisión de las dos primeras temporadas de Homeland.

## Programas
La programación de Canal+ Séries se compone únicamente por series destinadas al público en general.

### Series
Series francesas  :
- Borgia
- Braquo
- Bref.
- Engrenages
- Hard
- Midnight Sun
- Kaboul Kitchen
- Lascars
- Versailles
- Les Revenants
- Mafiosa, le clan
- Maison close
- Platane
- WorkinGirls
- Tunnel

Series estadounidenses  :
- 11.22.63
- 24
- 30 Rock
- American Horror Story
- Anger Management
- Arrow
- Banshee
- Brooklyn Nine-Nine
- Casual
- Damages
- Dexter
- Fear the Walking Dead
- Game of Thrones
- Girls
- Go On
- Halt and Catch Fire
- Hannibal
- Hello Ladies
- Homeland
- House of Cards
- I Just Want My Pants Back
- Last Resort
- Lilyhammer
- Luck
- Looking
- Mad Men
- Mon oncle Charlie
- Nurse Jackie
- Partners
- Ray Donovan
- Revenge
- Royal Pains
- Scandal
- Shameless
- Strike Back
- Suburgatory
- Super Fun Night
- The Affair
- The Americans
- The Big Bang Theory
- The Big C
- The Catch
- The Gifted
- The Newsroom
- The Office
- The Spoils of Babylon
- Those Who Kill
- Weeds
- You're the Worst
- Young Sheldon

Series británicas :
- Atlantis
- Catastrophe
- Hit and Miss
- In the Flesh
- Luther
- Spooks
- Skins
- Drama
- Southcliffe
- The Tunnel
- Utopia

Series canadienses :
- Un monde sans fin
- Vikings

Serie alemana :
- Hijos del Tercer Reich

Serie danesa :
- The Bridge

Serie israelí {:
- Hostages